# راه دیگر
راه دیگر (مجاری: Egymásra nézve) فیلمی در ژانر درام است که در سال ۱۹۸۲ منتشر شد. از بازیگران آن می‌توان به یادویگا یانکوفسکا-چشلاک اشاره کرد.
یادویگا یانکوفسکا-چشلاک جایزه بهترین بازیگر زن جشنواره فیلم کن سال ۱۹۸۲ میلادی را برای بازی در این فیلم دریافت کرد.